# Продюсер
Продю́сер (англ. producer — «виробник», від англ. to produce — «виробляти, продукувати, створювати») — особа, відповідальна за проєкт (фільм, музичний трек або альбом, теле- чи радіопередачу, театральну виставу, концерт тощо).

## Історія
Процес продюсування зародився в одному з найдавніших видів мистецтва — давньогрецькому театрі, в структурі якого існували творчі посади «корифея» (керманича хору) і «хореографа» (постановника танців, графолога сценічної дії). Витоки професії музичного продюсування лежать у театральній антрепризі.

### В Україні
В українських ЗМІ під музичним продюсером часто помилково розуміють інтрепренера, менеджера, який пропагує і контролює організаційно-фінансову діяльність того чи іншого музичного виконавця. В Україні під словом «продюсер» мають на увазі «директор» або «імпресаріо», «адміністратор», «менеджер» артиста або колективу. В Україні це «економічний посередник» між мистецтвом і публікою, який займається популяризацією музичного проєкту, забезпеченням його комерційної успішності. Таким чином, продюсер «пострадянської» шоу-індустрії є організатором та управлінцем. Неминучим наслідком діяльності таких продюсерів стали їх претензії на диктат в творчих і кадрових питаннях (хрестоматійний приклад — діяльність Д. Селзника на проєкті «Віднесені вітром», де в процесі створення одного фільму змінилися чотири режисери). Разом з тим, відомо немало випадків, коли продюсер не просто сприяє реалізації режисерського задуму, але і виводить в життя цілу плеяду молодих талановитих режисерів.
Менеджер же музичного виконавця чи колективу виступає представником артиста у відношеннях із великими звукозаписуючими студіями, які, в свою чергу, при підписанні контракту із артистом зобов'язуються фінансувати запис музичного матеріалу, зйомки фотосесій, відео-кліпів, організацію прес-турів і т. д.
Стаття ІІІ «Закону України про кінематографію» стисло визначає професію продюсера, це: «фізична або юридична особа, яка організовує, або організовує і фінансує виробництво та розповсюдження фільму». В Україні у музикознавчих дослідженнях питання виникнення і формування фаху музичного продюсера висвітлені недостатньо, і станом на 2005 рік не було видано жодного підручника по музичному продюсуванню.

## Продюсер
Поняття може вказувати на:
- Кінопродюсер;
- Театральний продюсер;
- Музичний продюсер (існують також продюсери запису звуку або звукової доріжки — звукоінженери (англ. audio engineer);
- Продюсери ігор (в індустрії комп'ютерних ігор);
- Продюсери фільмів чи телевізійні продюсери, які поділяються на:
  - Асоційований продюсер — виконує обмежені продюсерські функції під керівництвом іншого продюсера.
  - Координуючий продюсер — координує роботу кількох продюсерів.
  - Співпродюсер — виконує функції продюсера разом з іншими продюсерами в команді.
  - Виконавчий продюсер
  - Лінійний продюсер — керує роботою персоналу, регулює технологічні питання, бюджет, графік робіт і не втручається у творчий процес.
  - Генеральний продюсер — основний носій ідей; інспектує роботу інших продюсерів, в тому числі виконавчого.
- Продюсери вебсайтів — контролюють управління сайтом.

## Додаткова література
- Діяльність продюсера в культурно-мистецькому просторі ХХІ століття: дискурси і дискусії: зб. наук. праць / [редкол.: В. Г. Чернець (голова) та ін.]. — К. : НАКККіМ, 2014. — 328 с. — ISBN 966-452-154-0.
- Основи продюсерської діяльності: навч. посіб. / Москаленко-Висоцька О. М. ; Київ. нац. ун-т культури і мистецтв. — Київ: КНУКіМ, 2019. — 259 с. : табл. — Бібліогр.: с. 252—259. — 500 прим. — ISBN 978-966-602-272-4
- Миславський В. Н. Кінословник. Терміни, визначення, жарґонізми / пер. з рос. С.В. Мірошніченко, ред. А.Ф. Парамонов. — Харків, 2007. — 328 с. — ISBN 966-8246-59-4.
- Продюсер // Українська музична енциклопедія. — Київ: Інститут мистецтвознавства, фольклористики та етнології імені М. Т. Рильського НАН України, 2018. — Том 5: ПАВАНА — «POLIКАРП».  — С. 438-440